# Watom

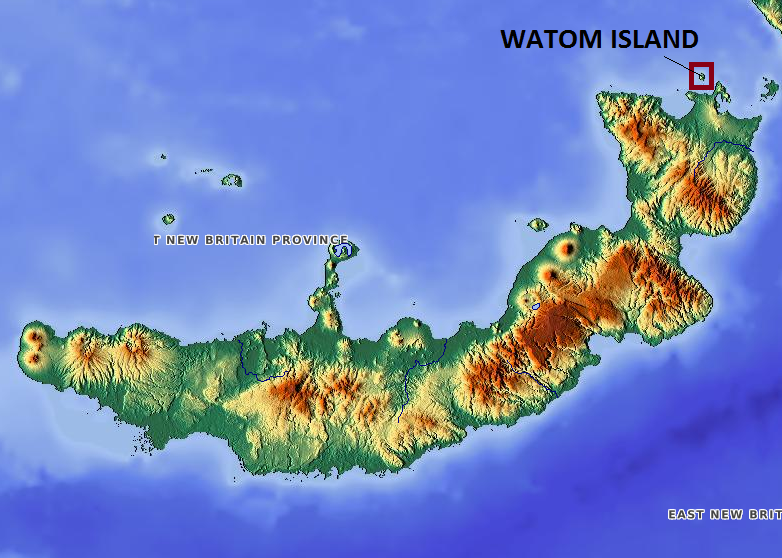
Mappa dell'isola di Watom

Watom è un'isola appartenente alla Papua-Nuova Guinea situata nel Mar di Bismarck, a circa 9 km al largo della penisola della Gazzella sull'isola della Nuova Britannia. Amministrativamente, fa parte del distretto di Rabaul nella provincia della Nuova Bretagna orientale.
Oggigiorno l'isola è disabitata, è quasi completamente coperta da foreste, non dispone di energia elettrica ed è visitata da pochissimi turisti ogni anno.
Watom's Wall, situato sulla costa settentrionale, è celebre tra gli amanti del 'diving' come un punto per immersioni.
Durante la Seconda Guerra mondiale, un contingente di circa 300 militari britannici furono internati dai giapponesi a Watom, dopo essere stati catturati a Singapore. Soli 17 sopravvissero.

## La cultura Lapita
Nel 1909 un prete tedesco, padre Otto Meyer, che aveva fondato una missione sull'isola, ritrovò, dopo un uragano, dei cocci di ceramica decorata. I cocci furono portati al Musée de l'Homme di Parigi, ove restarono dimenticati per diverse decine d'anni.
Dopo la Seconda Guerra mondiale, alcuni archeologi scoprirono ceramiche simili su isole disperse su una vasta area che andava dalla Nuova Guinea alle isole Tonga e Samoa. Essi le denominarono "Lapita", dal nome di un sito in Nuova Caledonia. La datazione al radiocarbonio ha rivelato che i siti più antichi risalgono a circa 3500 anni fa (1500 a.C.).
I resti ritrovati a Watom debbono quindi essere considerati le prime testimonianze scoperte della cultura Lapita.